# Circuit de Johor
Le circuit de Johor est un circuit de sport mécanique situé en Malaisie à Pasir Gudang dans le Johor. Il a été inauguré par le sultan Iskandar de Johor en 1986. Le circuit a été mis aux normes et homologué par la Fédération internationale de motocyclisme en 1990 et a accueilli le Grand Prix moto de Malaisie en 1998 et une manche du Championnat du monde de Superbike en 1992 et 1993.

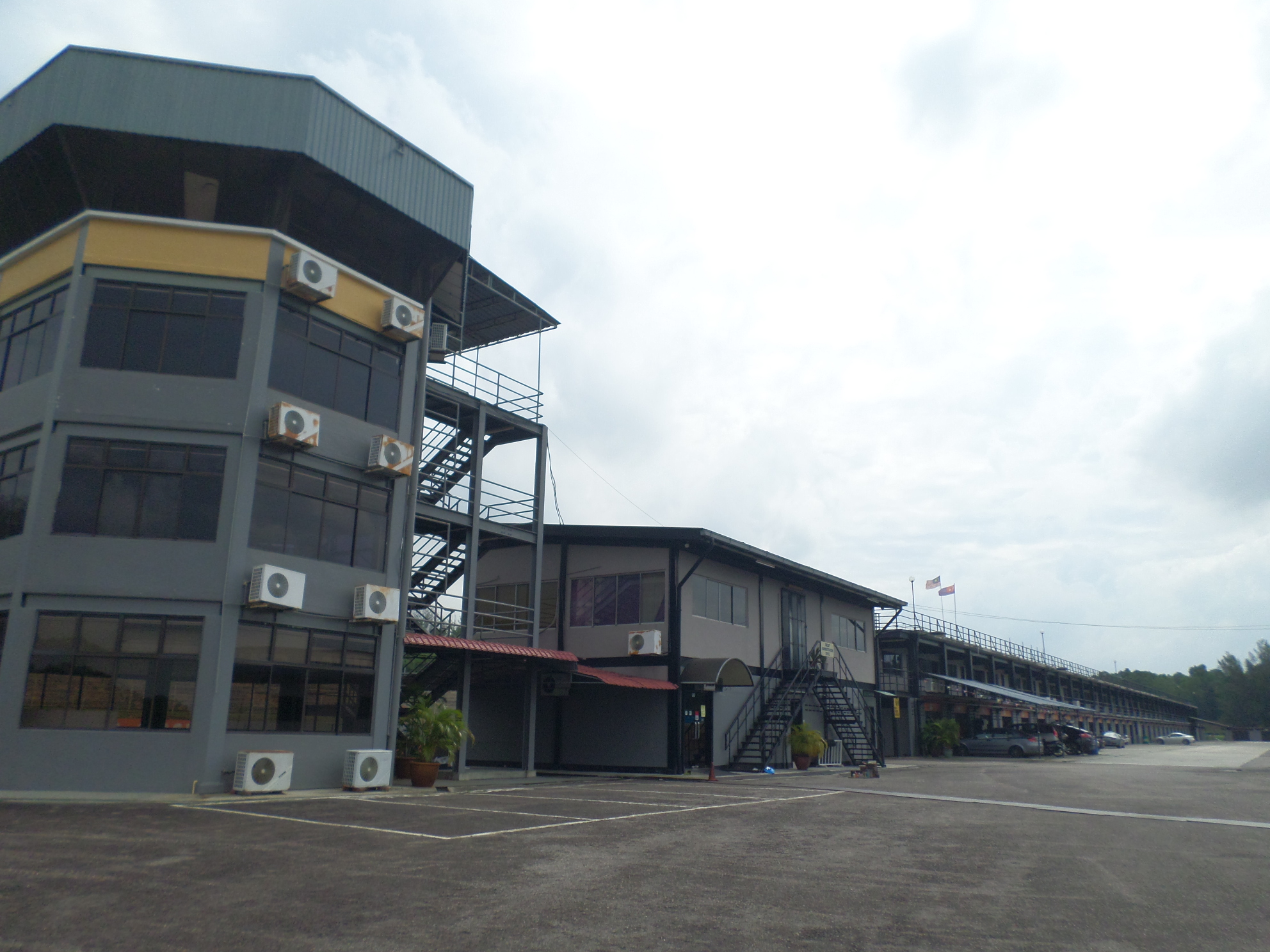
Infrastructures du circuit de Johor.